# Deltocephalus viridellus
Deltocephalus viridellus är en insektsart som beskrevs av Evans 1966. Deltocephalus viridellus ingår i släktet Deltocephalus och familjen dvärgstritar. Inga underarter finns listade i Catalogue of Life.